# Prestonia coalita
Prestonia coalita là một loài thực vật có hoa trong họ La bố ma. Loài này được (Vell.) Woodson miêu tả khoa học đầu tiên năm 1931.

## Hình ảnh

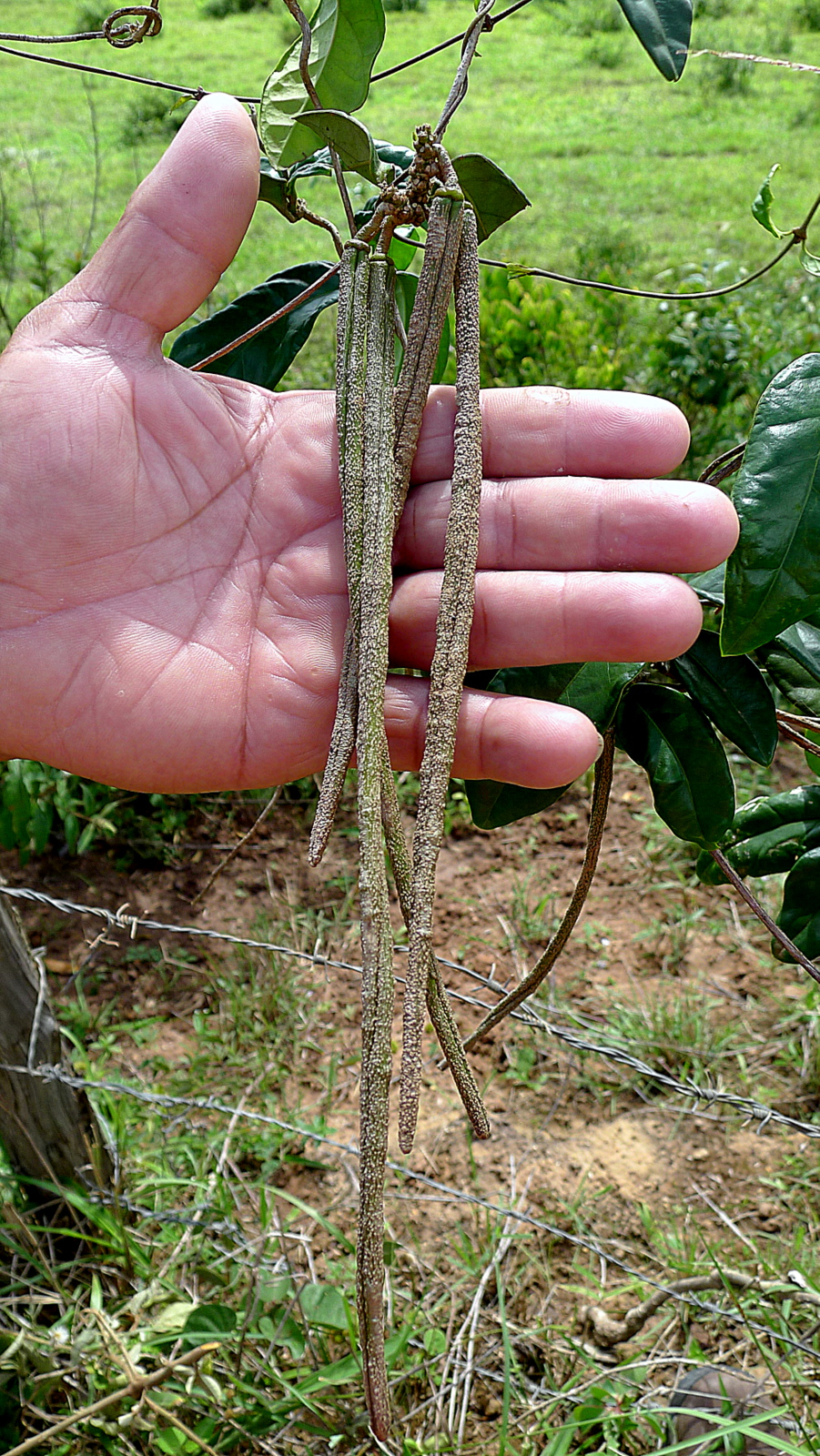
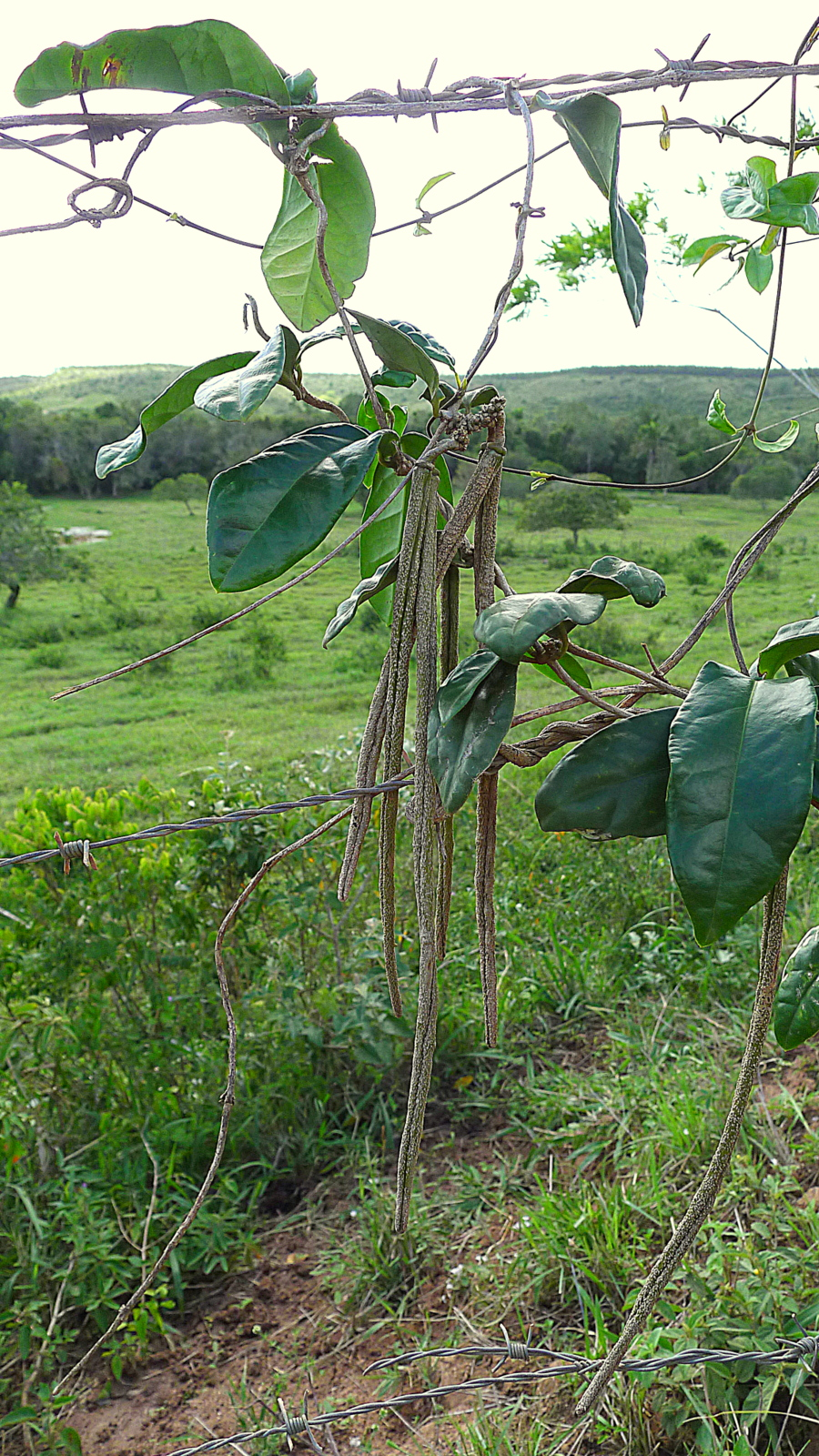
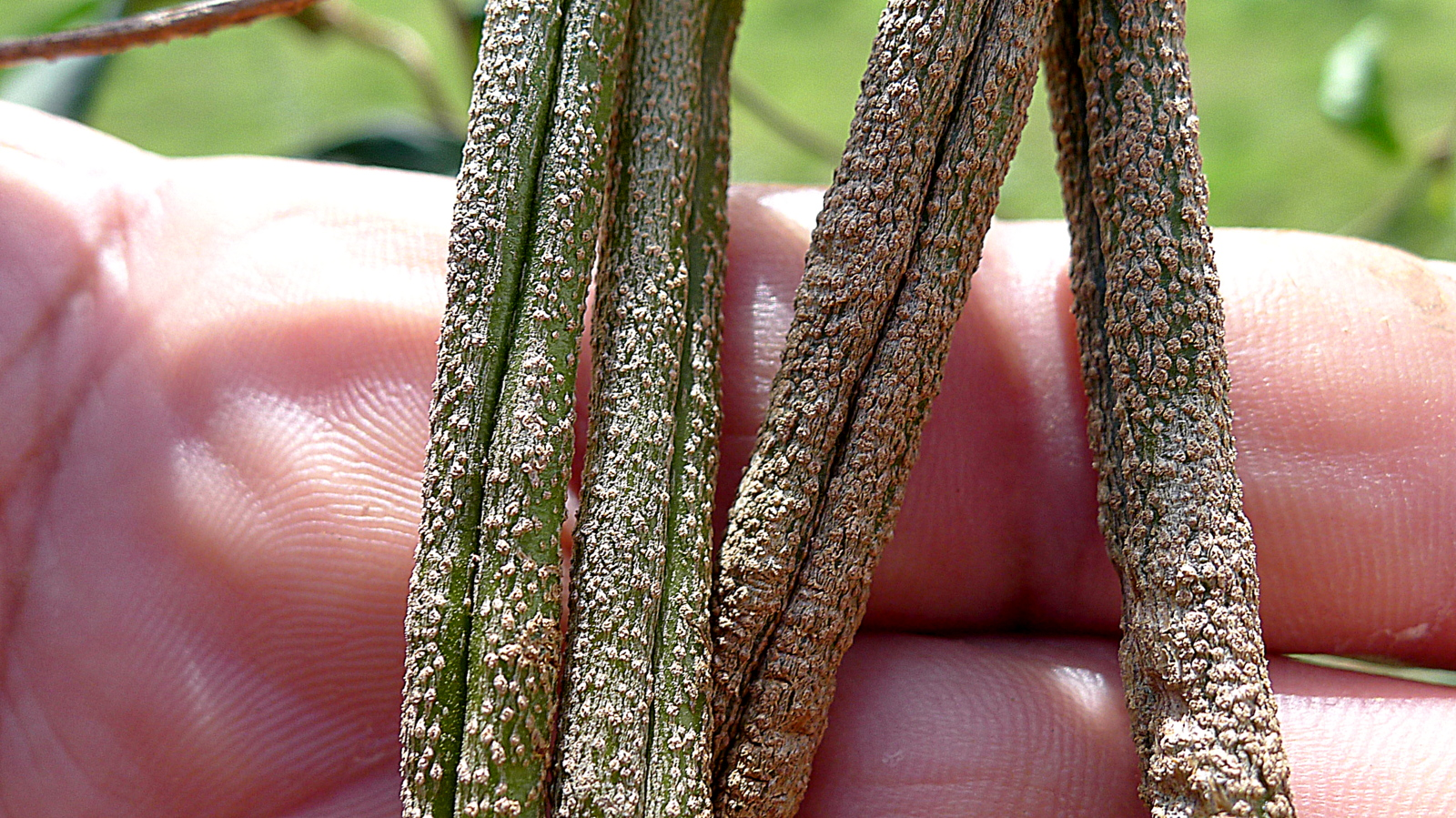
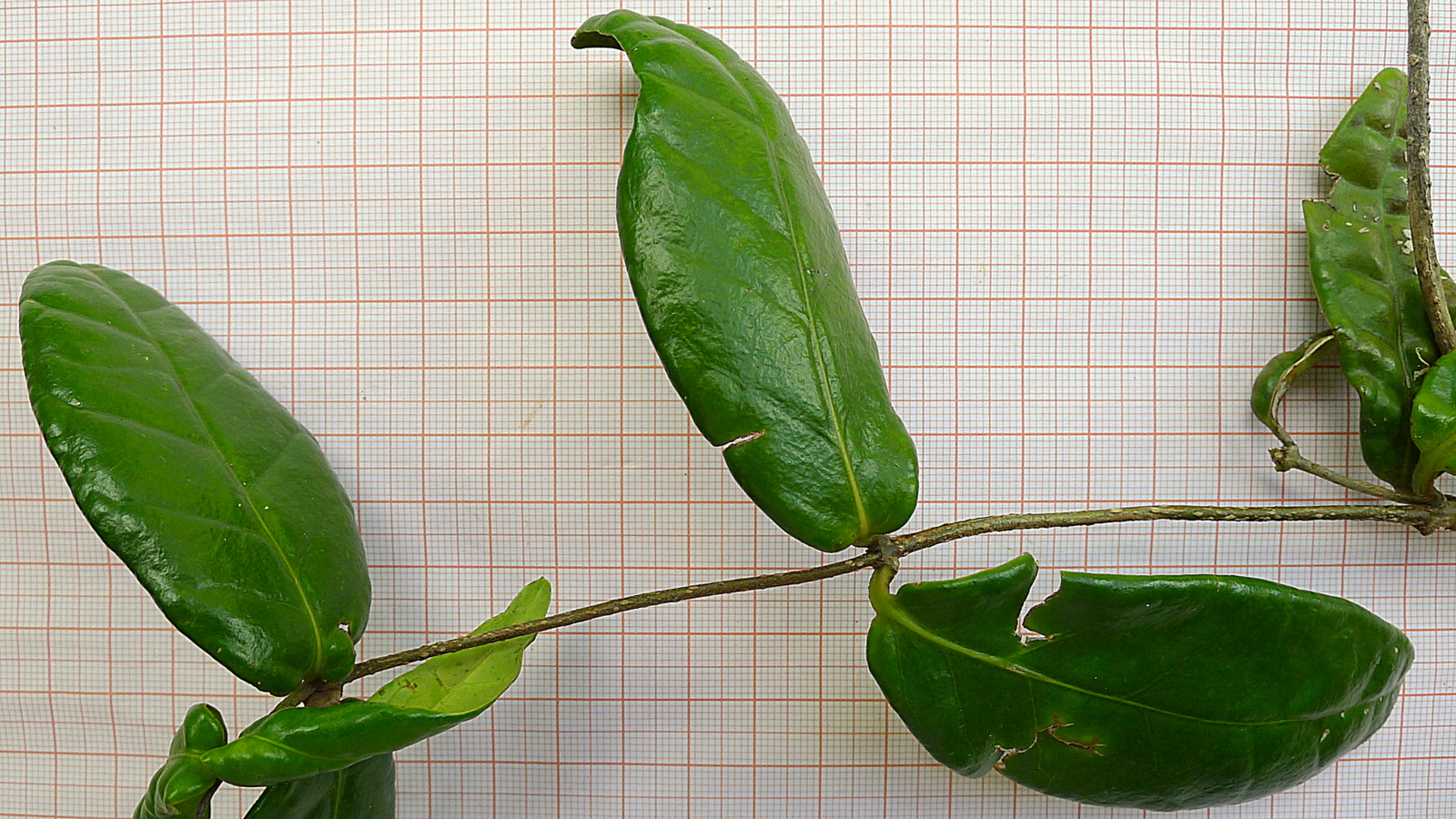